# Victor Charles Lottin
Pour les articles homonymes, voir Lottin.
Ne pas confondre avec Pierre-Victorien Lottin
Victor Charles Lottin, né à Paris le 26 octobre 1795 et mort à Versailles le 18 février 1858, est un capitaine de frégate et géographe français.

## Biographie
Descendant de trois générations d'imprimeurs-libraires établis à Paris, Victor Charles Lottin est le fils de l'imprimeur-libraire André Augustin Lottin (1761-1843) et de Zoé Françoise Allou (1769-1832), fille de marchand mercier de la capitale.
Sept ans après le mariage de sa sœur Sophie Thérèse Lottin avec le musicien et professeur de musique Savinien François Pierret, il épouse le 14 septembre 1830 à Paris, la sœur de ce dernier, Louise Rosalie Pierret (1808-1869), compositrice, pianiste lauréate du premier prix du conservatoire en 1826 et professeure de piano.
Paul Pierret, futur conservateur des Antiquités égyptiennes au musée du Louvre, est son neveu.
Capitaine de frégate en retraite, il décède à son domicile situé 7 rue Lafayette à Versailles, le 18 février 1858 à l'âge de 62 ans, à la survivance de son épouse.

### Carrière
Entré comme élève à l'Ecole spéciale de la Marine de Toulon en 1812 à l'âge de 16 ans, Victor Charles Lottin effectue une première expédition scientifique autour du monde de 1822 à 1825 sous le commandement de Louis Isidore Duperrey. De 1826 à 1829, il prend part, en qualité d'enseigne, à un second voyage fait autour du monde par l’Astrolabe, sous le commandement de Dumont-d'Urville. De 1838 à 1840, il est enfin attaché comme lieutenant de vaisseau à l'expédition de La Recherche en Islande et au Groenland. 
Dans l'intervalle, il est affecté au Dépôt des cartes et plans où il met au jour le relevé des cartes en provenance de ses expéditions. Ayant recueilli une grande quantité d'objets d'histoire naturelle, il collabore à la relation du voyage de l’Astrolabe. On lui doit en outre la partie physique du voyage de la Recherche (Paris, 1838, 2 vol, in-8°) ainsi qu'une Notice sur les aurores boréales, insérée dans les Annales maritimes (1839). 
Chevalier de l'ordre royal et militaire de Saint-Louis, de la Légion d'honneur (1832) et de l'ordre de l'Epée de Suède, Il devient correspondant de l'Académie des sciences à Paris, section de géographie et navigation, où il élu en 1852.